# Aeroporto Internazionale L. F. Wade
L'Aeroporto Internazionale L. F. Wade, chiamato anche Aeroporto Internazionale di Bermuda, è un aeroporto situato a 16 km da Hamilton, capitale di Bermuda.